# Be’Lakor
Be’Lakor ist eine australische Melodic-Death-Metal-Band aus Melbourne. Der Bandname bezieht sich auf die gleichnamige Figur aus dem Warhammer-Universum.

## Geschichte
Be’Lakor wurde 2004 in Melbourne, Australien gegründet, allerdings begann die Band erst 2005 mit dem Schreiben eigener Lieder. 2007 veröffentlichte sie ihr erstes Studioalbum The Frail Tide, das komplett in Eigenregie aufgenommen, produziert und vermarktet wurde. Das Album wurde überwiegend positiv bewertet. Im Juni 2009 unterschrieb Be’Lakor einen Vertrag mit Prime Cuts Music und veröffentlichte ihr zweites Studioalbum Stone’s Reach. Das Album erhielt durchgehend sehr gute Bewertungen und wurde auf dem Internetportal Metal-Storm.net als Bestes Melodic Death Metal Album 2009 sowie auf Platz 1 der 20 besten Alben des Jahres 2009 ausgezeichnet. Im November 2009 unterzeichnete die Band einen Vertrag beim italienischen Label Kolony Records. Zudem spielte sie als Vorgruppe auf der Australien-Tour der finnischen Viking-Metal-Band Turisas.
Im August 2010 trat Be’Lakor erstmals außerhalb von Australien auf dem Summer-Breeze-Festival in Dinkelsbühl auf. Dort wurde die Band erstmals einem größeren Publikum bekannt und galt als eine Art Geheimtipp. 2012 wurde das dritte Studioalbum Of Breath and Bone veröffentlicht. Wie auch bereits das zweite Album erhielt es durchgehend sehr gute Bewertungen (z. B. 9 von 10 Punkten auf Metal.de). Im gleichen Jahr trat die Band erneut auf dem Summer Breeze Festival sowie auf dem Brutal-Assault-Festival im tschechischen Josefov auf. Ein viertes Album wurde für Frühjahr 2016 angekündigt.
Ende 2015 verließ der Schlagzeuger Jimmy Vanden Broeck die Band, um sich anderen musikalischen Projekten zu widmen. Er wurde durch Elliott Sansom ersetzt, der zuvor bei den ebenfalls aus Melbourne stammenden Bands Future Corpse, Okera und The Seaford Monster gespielt hatte. Im Februar 2016 unterzeichnete die Band einen weltweiten Vertrag mit Napalm Records. Im Juni erschien das neue Studioalbum Vessels.
Am 27. Mai 2020 informierte die Band über den Start der Aufnahmen für das neue Album. Als Studio für die Aufnahmen wird Pony Music in Melbourne gewählt. Der Albumname "Coherence" wurde dann am 25. August 2021 zusammen mit der Releaseankündigung für den 29. Oktober 2021 und der ersten Single-Auskoppelung "Hidden Window" veröffentlicht.

## Stil
Typisch für Be’Lakors Musik sind komplexe und detailreiche Kompositionen. Die Musik ist frei vom typischen Aufbau „Strophe-Refrain-Strophe“, schnelle und dynamische Parts wechseln sich ab mit melodischeren Abschnitten und ruhigen Akustik-Passagen. Die Lieder enthalten eine Vielzahl von Melodie- und Tempowechseln und erreichen dabei meist eine Länge zwischen 7 und 8 Minuten; das bisher längste Lied der Band, Much More Was Lost aus dem Album Coherence, hat eine Länge von über 12 Minuten. Die Vocals werden dabei Death-Metal-typisch gegrowlt, im Gegensatz zu vielen anderen Bands des Genres verwendet Be’Lakor keinen Klargesang.
Viele der Lieder haben eine düster-melancholische Atmosphäre, weshalb die Band gelegentlich mit skandinavischen Bands wie Insomnium oder Omnium Gatherum verglichen wird.

## Diskografie
Alben
- 2007: The Frail Tide
- 2009: Stone’s Reach
- 2012: Of Breath and Bone
- 2016: Vessels
- 2021: Coherence